# Charlie Chan et l'Île au trésor

Charlie Chan et l'Île au trésor (Charlie Chan at Treasure Island) est un film américain réalisé par Norman Foster, sorti en 1939.
Charlie Chan est le héros de quarante-huit films américains, tournés de 1925 à 1949. 
Ce film met en vedette Sidney Toler dans le rôle du détective fictif américano-chinois Charlie Chan. L'intrigue se déroule à Treasure Island lors de l'exposition internationale du Golden Gate de San Francisco (1939-1940).

## Synopsis
Charlie et Jimmy Chan se rendent en avion à San Francisco pour élucider le meurtre d'un ami de Charlie, Paul Essex, mort dans un avion lors d'un vol.

## Distribution
- Sidney Toler : Charlie Chan
- Victor Sen Yung : Jimmy Chan
- Cesar Romero : Fred Rhadini
- Douglas Fowley : Peter Lewis
- Pauline Moore : Eve Cairo
- Donald MacBride : Deputy Police Chief J.J. Kilvaine
- Wally Vernon : Elmer Kelner
- Billie Seward : Bessie Sibley
- Louis Jean Heydt : Paul Essex
- Sally Blane : Stella Essex
- June Gale : Myra Rhadini
- Douglass Dumbrille : Stewart Salsbury, alias Thomas Gregory
- Trevor Bardette : Abdul
- Gerald Mohr : dr. Zodiac (non crédité)